# Марсел Леви
Марсел Хаим Леви е български лекар и общественик от еврейски произход. Участва в десетки предавания на телевизия СКАТ - Телевизионен форум, Дискусионно студио, Фронтално.

## Биография
Марсел Леви е роден на 24 юни 1960 година в град София, България. Завършва Медицинския университет в София. Работил е в катедра „социална медицина“ при Софийския университет.
В началото на 2012 година, след подадени жалби Благоевградската окръжна прокуратура му повдига обвинение заради внезапната смърт на трима негови пациенти, изпратени на лечение в Израел.